# 14 Sextantis
14 Sextantis är en orange jätte i Sextantens stjärnbild.
14 Sextantis har visuell magnitud +6,19 och är svagt synlig för blotta ögat vid god seeing. Den befinner sig på ett avstånd av ungefär 355 ljusår.